# Хмельницький обласний художній музей
Хмельницький обласний художній музей (ХОХМ) — комунальний заклад культури «Хмельницький обласний художній музей» (ХОХМ) — унікальна музейна інституція, яка першою поміж пострадянських музеїв за часів незалежної України завдяки ініціативі своїх співробітників обрала інновативну концепцію збірки: колекціонування, зберігання, дослідження, експонування та популяризацію сучасного українського мистецтва XX—XXI століть.

### Загальні дані
Комунальний заклад культури «Хмельницький обласний художній музей» розташований в історичному двоповерховому будинку у центрі Хмельницького за адресою: вул. Проскурівська, буд. 47, м. Хмельницький, 29000 (Україна).

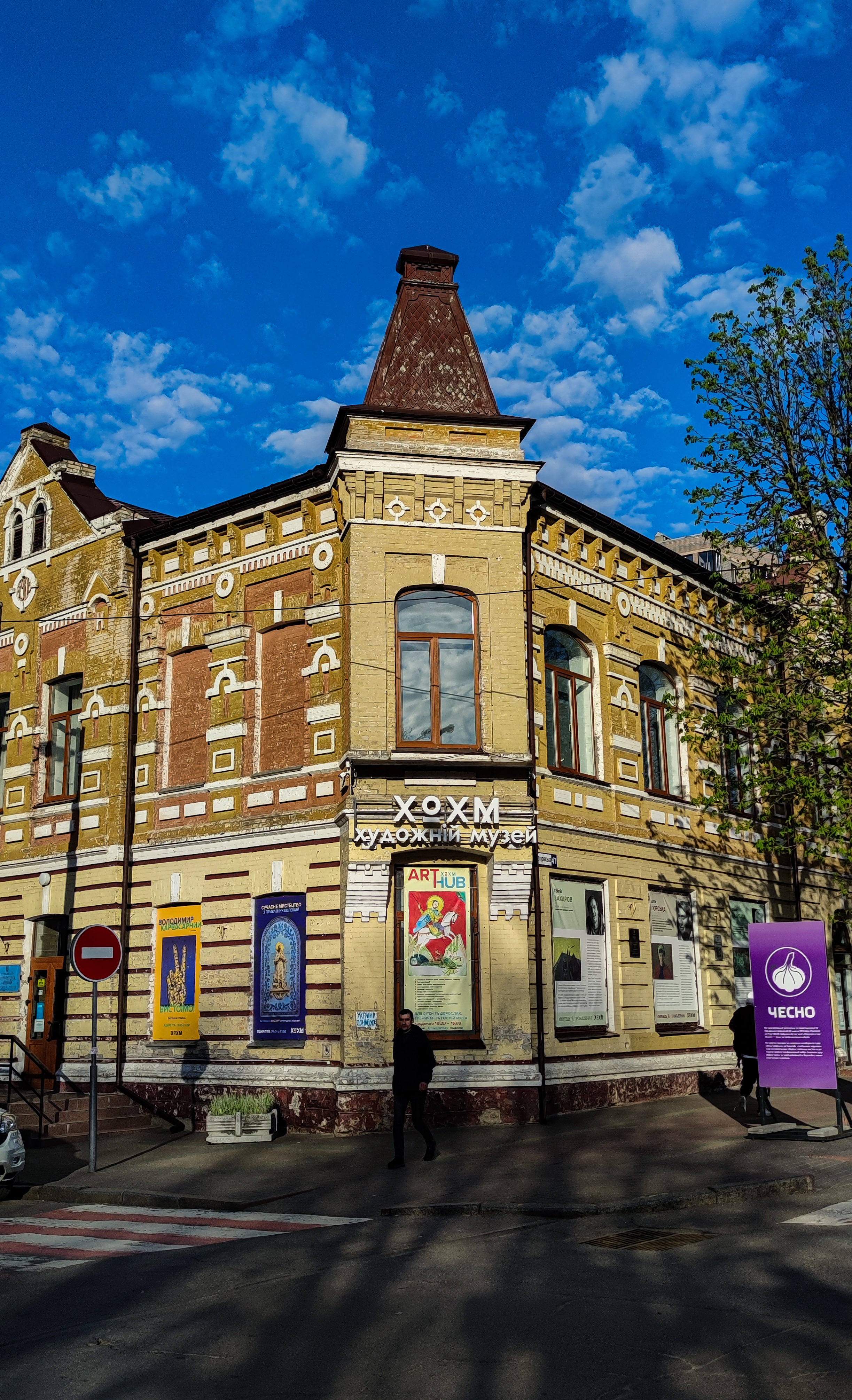
Об'єднаний банк (домовласник Ніренберг), Хмельницький, вул. Проскурівська, 47

## Історія створення ХОХМ
ХОХМ є досить молодим музейним закладом у порівнянні із іншими музеями України. Історія музею є синхронізованою із історією демократичних змін у нашій країні: він був заснований на підставі постанови Ради Міністрів УРСР № 2 від 02.01.1986, тобто за часів перших тенденцій до демократизації суспільства. Через рік після проголошення Незалежності Української держави — 30 серпня 1992 року — для відвідувачів було відкрито експозиції першого музею українського сучасного мистецтва державного підпорядкування в історії суверенної України (6 залів, арт-вітальня, арт-хол та музейний дворик — загальна виставкова площа близько 1000 кв. м).
У різні роки на посаді директора стратегували та розвивали музейну інституцію фахові музейники, мистецтвознавці та менеджери культури: Л. В. Гасюк (1986), А. І. Мельник (1986—1997), Л. В. Задорожна (1997—2013), І. В. Петраш (2013—2014), Л. В. Чернова (2014—2017), О. В. Долінська (2017 рік — теперішній час).
Місія ХОХМ полягає в колекціонуванні предметів мистецтва та збиранні інформації, пов'язаної з мистецтвом, зберіганні й убезпеченні творів у фондосховищах та на експозиційних площах, їх дослідженні, експонуванні, популяризації та розповсюдженні інформації, комплексній і достовірній передачі експонатів, архівів і досліджень прийдешнім поколінням. Наукова діяльність музею здійснюється в напрямах фондової, експозиційної та просвітницької роботи. Адміністративно-господарська діяльність спрямована на підтримку та підсилення інституційної сталості музею.

### Історія будівлі
Комунальний заклад культури «Хмельницький обласний художній музей» розташований в історичному двоповерховому будинку у центрі Хмельницького.
Наприкінці XIX століття Південноросійський промисловий банк був одним із провідних акціонерних комерційних банків, відділення якого працювали чи не в кожному більш-менш великому місті України того часу. Споруджено будинок у 1903 р. проскурівським купцем, гласним Проскурівської міської думи Давидом Вольковичем Ніренбергом для Проскурівського відділення банку. У 1908 р. банк значно збільшив свої капітали та мережу й отримав нову назву — Об'єднаний банк із відповідним перейменуванням усіх відділень.
У частині будинку вздовж вулиці Проскурівської (на той час — Олександрівської) Ніренберг влаштував невеличкий готель «Венеція» та ресторан. Під час громадянської війни у приміщенні готелю тимчасово перебували штаби військових частин, що на той час володіли містом. Так, у липні 1919 року тут розташовувався штаб 1-ї Української радянської дивізії під командуванням Миколи Щорса. Про цей факт свідчила меморіальна дошка, яка була встановлена у 1967 році та демонтована у 2015 році внаслідок декомунізації.
Після окупації російською Червоною армією у листопаді 1920 року будівля банку була націоналізована і передана в користування радянським установам. У 1950-х роках тут знаходився обласний виконавчий комітет комуністичної партії, у 1960-х — міський комітет, з 1970-х — редакції обласних газет «Радянське Поділля» і «Корчагінець», з 1986 року тут розмістився Хмельницький обласний художній музей.
Відповідно до Закону України «Про охорону культурної спадщини» (Відомості Верховної Ради України (ВВР), 2000, № 39, ст. 333) будівлі присвоєно статус пам'ятки історії місцевого значення № 16. Меморіальна дошка «Україна. Пам'ятка історії. Будинок 1903 рік» встановлена у 1967 році, згідно рішення виконавчого комітету Хмельницької обласної ради депутатів трудящих від 25.03.1971 № 84 має статус пам'ятки історії місцевого значення. Наказом управління культури, туризму і курортів облдержадміністрації від 15.09.2010 № 242 будинок також внесено до Переліку щойно виявлених об'єктів культурної спадщини за видом «архітектура».

### Архітектура будівлі
Сьогодні споруда являє собою двоповерхову цегляну пофарбовану олійною фарбою будівлю (історичний вигляд фасаду спотворено у 1980 році до Олімпіади-80), дві частини якої перетинаються під прямим кутом, із зрізаним наріжжям та двома головними фасадами. Архітектура будинку в стилі історизм (інші назви — еклектизм, ретро стилі, неостилі) поєднує візерунчастість «цегляного стилю» з елементами неоренесансу й модерну. В оздобленні фасаду використано білу та теракотову цеглу місцевого цегляного заводу Шльоми Гальперіна, що відрізняє будівлю поміж інших взірців так званого «цегляного стилю», характерного для Проскурова кінця ХІХ-початку ХХ століття. Будинки, створені в цьому локальному відгалуженні стилю історизм, мали визерунчасті неотиньковані об'ємні поверхні фасадів переважно з теракотової цегли.
В об'ємній композиції будинку домінує зрізане наріжжя з ризалітом, який на рівні другого поверху має прямокутний еркер, що підтримують ступінчасті консолі. Еркер наріжжя увінчує високе чотиригранне шатро з кованою композицією на загостренні. Перший поверх рустований, міжвіконня та фриз другого поверху рясно оздоблені деталями, виконаними за допомогою цегляного мурування, декор яких підкреслено пізнім пофарбуванням. Обидва фасади мають слабовиразні центральні ризаліти з трикутними фронтонами, у які вписані здвоєні видовжені віконця. На фризах ризалітів круглі глухі віконця з вписаним роком спорудження будинку — «1903», на фризі ризаліту, що виходить на вул. Володимирську — дві прямокутні ніші з вписаними в них літерами власника будинку — «Д» (Давид) та «Н» (Ніренберг). Під усією будівлею розташовані просторі підвальні приміщення із арочним склепінням. Двома частинами будівлі, що в плані перетинаються під прямим кутом, утворюється внутрішній двір. Дані про ім'я архітектора не збереглися.
На теперішній час будинок відіграє важливу роль в архітектурному комплексі центральних вулиць міста Хмельницького. Небагате на історичні пам'ятки місто пишається цією архітектурною пам'яткою. У найближчих планах ХОХМ — відновити первісний історичний вигляд споруди.

## Діяльність ХОХМ
Упродовж років своєї діяльності музейним фахівцям завдяки організації виставок, фестивалів, акцій, симпозіумів, арт-резиденцій та планових закупівель вдалося сформувати мистецьку колекцію, яка на сьогодні є невід'ємною складовою історії українського мистецтва ХХ—ХХІ ст. — музейна збірка є однією з найцілісніших та найрепрезентативніших в Україні (понад 7000 творів, серед яких живопис, графіка, скульптура, декоративно-прикладне мистецтво, створених близько 1000 митцями та мисткинями, серед яких понад 90 — уродженці Хмельниччини).
Діяльність музею протягом 1990-х років передбачала не лише відбір із різноманітності явищ мистецького життя окремих постатей та об'єктів художньої діяльності, але й створення ситуацій, які б каталізували глибинні процеси, що відбуваються в різних видах мистецтва, і які сприяли б усвідомленню цілісної картини його руху. Для поповнення фондової збірки було організовано низку масштабних акцій, що розпочались з симпозіуму «Кераміка-93», який став першою арт-резиденцією в історії незалежної України. Десятеро знаних художників-керамістів із Києва та Львова за ініціативи ХОХМ впродовж місяця працювали на базі Полонського порцелянового заводу. Частина створених ними творів були експоновані на звітній виставці й передані до музейної збірки.
Вдалою спробою стимулювати творчу активність митців була перша Всеукраїнська виставка сучасного художнього розпису на тканині «Презентація'94», у якій взяли участь 67 митців із Києва, Львова, Харкова, Луцька, Кіровограда, Донецька, Черкас, Хмельницького, Кишиніва. Виставку мали можливість оглянути не лише хмельничани, адже вона експонувалася в Києві та Санкт-Петербурзі в програмі II Міжнародного симпозіуму з текстилю «Білі ночі». Українське текстильне малярство переконливо продемонструвало свої станково-образотворчі спроможності, свою невід'ємність від сучасного українського живопису і тих напрямків, за якими він розвивається. Через три роки була проведена друга Всеукраїнська виставка — «Презентація'97». Обидві акції зафіксовані у відповідних каталогах.
Серед найбільш масштабних акцій, ініційованих ХОХМ у 1990-х роках, — мистецький форум «Арт'Клуб-96». Хмельницький музей зібрав під одним дахом учасників багатьох творчих незалежних угрупувань України (в їх числі — «Клуб українських митців», «Шлях» та «Дзиґа» зі Львова, «Живописний заповідник» та «Братство преподобного Аліпія» з Києва, одеський «Човен», тернопільська «Хоругва», Сумська філія «Малевич-Центру»). Організована тоді виставка стала точкою перетину різноманітних мистецьких позицій у тогочасному художньому просторі. Не можна обійти увагою і ще дві масштабні виставки — «Хутір І» (1994) та «Хутір II» (1996), які репрезентували творчість членів Національної Асоціації Мистців, заснованої у Києві 1993 року. Під час роботи другої виставки відбулася наукова конференція, присвячена проблемам сучасного українського мистецтва.
Впродовж наступного десятиліття зусилля колективу також великою мірою скеровуються на постійне дослідження мистецького простору України, фіксацію динаміки художнього життя. Причому особлива увага приділялась сусіднім регіонам, що знайшло втілення у вигляді довгострокового виставкового проєкту «Сусіди», розрахованого на 5 років (2008—2012), кожен із яких присвячувався мистецтву тієї чи іншої області, що межують із Хмельниччиною. За ці роки в музейних залах презентовано творчий доробок найбільш відомих митців Вінниччини, Івано-Франківщини, Тернопілля, Волині. Експозиційна політика 2000—2010-х років не обмежувалась виключно регіональним представництвом.
Серед виставкових проєктів останніх років на базі колекції ХОХМ варто відмітити:
- «Свято в класичному стилі» (інтерактивна виставка образотворчого та декоративно-прикладного мистецтва кінця ХІХ — початку XX століття з колекції ХОХМ)
- «Гора. Масив творчості. Колекція ХОХМ: від реалізму та імпресіонізму до модернізму та метамодернізму» (виставка українського мистецтва кінця ХІХ — початку ХХІ століття з колекції ХОХМ)
- «Жага до живопису. Жінки» та «З життя жінки. Чоловіки» (виставка-діалог з гендерної проблематики в мистецтві)
- «Міцна вода. Офорт» (виставка найкращих творів у техніці офорту)
- «Натхненні Бойчуком» (виставка творів українського мистецтва ХХ—ХХІ століть)
- «Всі відтінки…» (серія виставок, присвячених дослідженню кольору в образотворчому мистецтві).

Серед проєктів із запрошеними митцями інновативністю та масштабністю привертають увагу:
- «Арт перетин: Відкрита майстерня» (міжрегіональний освітньо-виставковий проєкт з проблем взаємовідносин генерацій в українському мистецтві, виставка творів митців Юрія Єгорова, Олександра Ройтбурда, Ігоря Гусєва, Одеса, за підтримки Culture Bridges)
- «Ідентифікація» (виставка творів Анатолія Мельника, Київ, Любомира Медвідя, Львів, та Михайла Туровського, Нью-Йорк)
- «Неошаманізм» (виставка творів українських митців за результатами арт-резиденції «Бірючий», кураторка Наталя Філоненко, Ванкувер)
- «Лабіринт значень» (ретроспективна виставка живопису Олександра Дубовика, Київ)
- «Подорож до себе» та спецпроєкт «Ольвія. Щаслива» (ретроспективна виставка Гаяне Атаян, Київ)
- «Вікно. Пастелі Тетяни Яблонської» (виставка пастелі та інсталяції, Київ)
- «Космос Емми Андієвської» (ретроспективна мультимедійна виставка з колекції Музею сучасного українського мистецтва Корсаків, Луцьк)
- «Метро. Дух часу» (персональний мультимедійний проєкт Євгена Клименка, Київ)
- «Місто: простір творчості й кохання» (ретроспективна виставка Дмитра Нагурного, Київ)
- «Окрилені» (виставка творів Людмили та Миколи Мазурів).

У рамках святкування 30-річчя Хмельницького відділення Національної спілки художників 2019—2021 відбулась низка персональних виставок митців Хмельниччини (серед яких Михайло Андрійчук, Олександр Антонюк, Володимир Карвасарний, Віктор Севець, Нелі Павлова, Борис Негода, Іван Юрков). У 2020 році за підтримки Українського культурного фонду було здійснено проєкт із комплексної модернізації музею «Ребрендингова кампанія Хмельницького обласного художнього музею: Час оновлення», впродовж якої було розроблено та запроваджено не лише брендбук, але й глибоко пропрацьовані основні стратегічні задачі музею як унікальної сучасної музейної інституції.
У 2021 році реалізовано виставкові проєкти в межах музейної програми «Року знакових подій історії України», яку було розроблено музейниками до 30-річчя відновлення Незалежності України та 35-річчя заснування ХОХМ. Серед виставок:
- «Про кіно» (до 125-річчя українського кінематографу)
- «Де ти тепер?..» (до 135-річчя Георгія Верейського)
- «Коротко про погоду» (до 100-річчя гідрометеослужби України)
- «Крізь горизонт подій» (до 60-річчя першого польоту людини в космос)
- «Слово на кремені» (ілюстрації до творів Василя Стефаника до 150-річчя письменника) та інші.

У серпні — грудні 2021 року зреалізовано виставковий проєкт, який мав на меті всебічно сприяти формуванню об'єднаної української ідентичності через розуміння провідної ролі культури в історії розбудови української державності. У чотирьох музейних залах експонувалися твори митців-шістдесятників Алли Горської, Віктора Зарецького, Опанаса Заливахи та Олександра Дубовика.
З 1992 по 2021 рік співробітниками музею було ініційовано та реалізовано 1641 виставковий проєкт (постійні експозиції та проблемно-тематичні виставки), під час яких експонувались 23504 предмети мистецтва з колекції ХОХМ (найкращі твори експонувались неодноразово) та організовано 467 різномасштабних групових та персональних виставок митців України та закордону (20 363 твори). За 30 років ХОХМ відвідали майже 650 тисяч споживачів культурних послуг (згідно із статистичними даними).

## ХОХМ і війна
Після повномасштабного вторгнення Російської Федерації в Україну 24 лютого 2022 року, переформатувавши свою діяльність та убезпечивши музейну колекцію українського мистецтва XIX—XXI століть, ХОХМ продовжує активно працювати. На базі музею від березня 2022 працює соціокультурна мистецька платформа ХОХМ_АРТ_ХАБ, творчий простір вільних художніх висловлювань та багатопрофільна креативна майстерня (https://www.facebook.com/khramhohm); відбувається виставкова програма із запрошеними митцями та організаціями; проводяться благодійні акції та виставки із зборами на потреби ЗСУ; запроваджено нову групу збереження музейних предметів — сучасна фотографія; здійснюється співпраця та всебічна допомога українським музеям і їх співробітникам із зони бойових дій; тривають дослідження власної колекції та розробка концепцій нових експозицій ХОХМ, які будуть реалізовані після закінчення дії воєнного стану.
У рамках діяльності ХОХМ_АРТ_ХАБ для широкої різновікової аудиторії, включно із внутрішньо переміщенними особами, пропонуються:
- мистецькі виставки (фотографія, плакат, живопис, графіка, колаж, ДПМ тощо);
- благодійні акції;
- творчі майстерні та майстеркласи;
- кіноперегляди й обговорення;
- читання й дискусії;
- бесіди про мистецтво та історію;
- музичні, танцювальні, театральні, фотографічні, етнографічні студії;
- бібліохаб мистецької літератури;
- тренінги з психології та стресостійкості;
- мамівки для мам із малюками;
- зустрічі з митцями, письменниками, музикантами;
- літературники та музичні джеми;
- дитяча ігрова зона.

Розуміючи економічні проблеми суспільства під час воєнного стану, колектив музею ухвалив рішення не брати фіксовану платню за відвідування музею або інші музейні послуги: на вході ХОХМ написано — «Платіть, скільки можете та вважаєте за потрібне». У разі повітряної тривоги в ХОХМ пропонується укриття в підвальних приміщеннях музею.
Від початку роботи ХОХМ_АРТ_ХАБ на початку 2022 до травня 2023 його відвідали понад 35 000 відвідувачів наживо та близько 250 000 відвідувачів онлайн, 35 тимчасових виставок проведено, близько 600 заходів здійснено, музейну колекцію поповнено на 142 твори сучасного українського мистецтва.

## ХОХМ і майбутнє
Музейники ХОХМу мають стійку візію щодо діяльності музею: ХОХМ — це осередок збереження культурної спадщини України, простір для національної та міжнародної співпраці, де генеруються, підтримуються та реалізовуються креативні ідеї, продукується актуальний культурний продукт, здійснюється обмін досвідом, отримується неформальна освіта та налагоджується партнерство, що сприяє реалізації інновативних мистецьких проєктів — як у музеї, так і за його межами.
Важлива місія ХОХМ — вибудовувати трирівневі зв'язки (емоційні, функційні, світоглядні) з кожною контактною аудиторією, кожною референтною особистістю задля сталої ідентифікації ХОХМ як платформи спільного збереження, дослідження й творення сучасної культури, при цьому зберігаючи баланс між тяглістю традицій і футуризмом та реагуючи на хід карколомних історичних подій.

## Галерея
- Олександр Мурашко. «Дівчинка в білому» (портрет Тані Язєвої), 1901—1902.